# Mcvaughia
Mcvaughia é um género botânico pertencente à família Malpighiaceae.

## Espécies
- Mcvaughia bahiana W.R.Anderson